# Dario Vizinger
Dario Vizinger (Čakovec, 6 giugno 1998) è un calciatore croato, attaccante dell'NŠ Mura.

## Carriera

### Nazionale
Ha giocato nelle nazionali giovanili croate Under-18, Under-19 ed Under-20.
Ha partecipato agli Europei Under-21 del 2021.

## Statistiche

### Presenze e reti nei club
| Stagione        | Squadra              | Campionato      | Campionato | Campionato | Coppe nazionali | Coppe nazionali | Coppe nazionali | Coppe continentali | Coppe continentali | Coppe continentali | Altre coppe | Altre coppe | Altre coppe | Totale | Totale | Totale |
| Stagione        | Squadra              | Comp            | Pres       | Reti       | Comp            | Pres            | Reti            | Comp               | Pres               | Reti               | Comp        | Pres        | Reti        | Pres   | Reti   |        |
| --------------- | -------------------- | --------------- | ---------- | ---------- | --------------- | --------------- | --------------- | ------------------ | ------------------ | ------------------ | ----------- | ----------- | ----------- | ------ | ------ | ------ |
| 2015-2016       | Rijeka               | 1. HNL          | 2          | 0          |                 | -               | -               |                    | -                  | -                  |             | -           | -           | 2      | 0      |        |
| 2016-feb. 2017  | Rijeka               | 1. HNL          | 0          | 0          |                 | -               | -               |                    | -                  | -                  |             | -           | -           | 0      | 0      |        |
| feb.-giu. 2017  | Hrvatski Dragovoljac | 2.HNL           | 12         | 2          |                 | -               | -               |                    | -                  | -                  |             | -           | -           | 12     | 2      |        |
| lug.-dic. 2017  | Rudar Velenje        | 1. SNL          | 12         | 2          |                 | -               | -               |                    | -                  | -                  |             | -           | -           | 12     | 2      |        |
| gen. 2018       | Celje                | 1. SNL          | 16         | 3          | NZS             | 2               | 1               |                    | -                  | -                  |             | -           | -           | 18     | 4      |        |
| 2018-2019       | Celje                | 1. SNL          | 28         | 9          | NZS             | 1               | 0               |                    | -                  | -                  |             | -           | -           | 29     | 9      |        |
| 2019-2020       | Celje                | 1. SNL          | 35         | 23         | NZS             | 2               | 0               |                    | -                  | -                  |             | -           | -           | 37     | 23     |        |
| ago. 2020       | Celje                | 1. SNL          | 1          | 0          |                 | -               | -               | UCL                | 2                  | 1                  |             | -           | -           | 3      | 1      |        |
| 2020-2021       | Wolfsberger          | BL              | 31+2       | 6+0        | CA              | 3               | 0               | UEL                | 7                  | 1                  |             | -           | -           | 43     | 7      |        |
| 2021-2022       | Wolfsberger          | BL              | 4          | 0          | CA              | 1               | 1               |                    | -                  | -                  |             | -           | -           | 5      | 1      |        |
| Totale carriera | Totale carriera      | Totale carriera | 143        | 45         |                 | 9               | 2               |                    | 9                  | 2                  |             | -           | -           | 161    | 49     |        |

### Presenze e reti in nazionale
| Cronologia completa delle presenze e delle reti in nazionale ― Croazia under 21 | Cronologia completa delle presenze e delle reti in nazionale ― Croazia under 21 | Cronologia completa delle presenze e delle reti in nazionale ― Croazia under 21 | Cronologia completa delle presenze e delle reti in nazionale ― Croazia under 21 | Cronologia completa delle presenze e delle reti in nazionale ― Croazia under 21 | Cronologia completa delle presenze e delle reti in nazionale ― Croazia under 21 | Cronologia completa delle presenze e delle reti in nazionale ― Croazia under 21 | Cronologia completa delle presenze e delle reti in nazionale ― Croazia under 21 |
| Data                                                                            | Città                                                                           | In casa                                                                         | Risultato                                                                       | Ospiti                                                                          | Competizione                                                                    | Reti                                                                            | Note                                                                            |
| ------------------------------------------------------------------------------- | ------------------------------------------------------------------------------- | ------------------------------------------------------------------------------- | ------------------------------------------------------------------------------- | ------------------------------------------------------------------------------- | ------------------------------------------------------------------------------- | ------------------------------------------------------------------------------- | ------------------------------------------------------------------------------- |
| 11-10-2019                                                                      | Zalaegerszeg                                                                    | Ungheria under 21                                                               | 1 – 4                                                                           | Croazia under 21                                                                | Amichevole                                                                      | -                                                                               | 46’                                                                             |
| 8-10-2020                                                                       | Zagabria                                                                        | Croazia under 21                                                                | 10 – 0                                                                          | San Marino under 21                                                             | Qual. Europeo Under-21 2021                                                     | 1                                                                               | 73’                                                                             |
| 13-10-2020                                                                      | Atene                                                                           | Grecia under 21                                                                 | 0 – 1                                                                           | Croazia under 21                                                                | Qual. Europeo Under-21 2021                                                     | -                                                                               | 67’ 84’                                                                         |
| 25-3-2021                                                                       | Capodistria                                                                     | Portogallo under 21                                                             | 1 – 0                                                                           | Croazia under 21                                                                | Europeo Under-21 2021 - 1º turno                                                | -                                                                               | 63’                                                                             |
| 28-3-2021                                                                       | Capodistria                                                                     | Croazia under 21                                                                | 3 – 2                                                                           | Svizzera under 21                                                               | Europeo Under-21 2021 - 1º turno                                                | 1                                                                               | 45+3’ 85’                                                                       |
| 31-3-2021                                                                       | Capodistria                                                                     | Croazia under 21                                                                | 1 – 2                                                                           | Inghilterra under 21                                                            | Europeo Under-21 2021 - 1º turno                                                | -                                                                               | 86’                                                                             |
| Totale                                                                          |                                                                                 | Presenze                                                                        | 6                                                                               |                                                                                 | Reti                                                                            | 2                                                                               |                                                                                 |

| Cronologia completa delle presenze e delle reti in nazionale ― Croazia under 20 | Cronologia completa delle presenze e delle reti in nazionale ― Croazia under 20 | Cronologia completa delle presenze e delle reti in nazionale ― Croazia under 20 | Cronologia completa delle presenze e delle reti in nazionale ― Croazia under 20 | Cronologia completa delle presenze e delle reti in nazionale ― Croazia under 20 | Cronologia completa delle presenze e delle reti in nazionale ― Croazia under 20 | Cronologia completa delle presenze e delle reti in nazionale ― Croazia under 20 | Cronologia completa delle presenze e delle reti in nazionale ― Croazia under 20 |
| Data                                                                            | Città                                                                           | In casa                                                                         | Risultato                                                                       | Ospiti                                                                          | Competizione                                                                    | Reti                                                                            | Note                                                                            |
| ------------------------------------------------------------------------------- | ------------------------------------------------------------------------------- | ------------------------------------------------------------------------------- | ------------------------------------------------------------------------------- | ------------------------------------------------------------------------------- | ------------------------------------------------------------------------------- | ------------------------------------------------------------------------------- | ------------------------------------------------------------------------------- |
| 5-9-2018                                                                        | Čakovec                                                                         | Croazia under 20                                                                | 1 – 0                                                                           | Russia under 20                                                                 | Amichevole                                                                      | -                                                                               | 63’                                                                             |
| 7-9-2018                                                                        | Nedelišće                                                                       | Croazia under 20                                                                | 1 – 0                                                                           | Russia under 20                                                                 | Amichevole                                                                      | -                                                                               |                                                                                 |
| Totale                                                                          |                                                                                 | Presenze                                                                        | 2                                                                               |                                                                                 | Reti                                                                            | 0                                                                               |                                                                                 |

## Palmarès

### Club

#### Competizioni nazionali
- Campionato croato: 1

Rijeka: 2016-2017
- Campionato sloveno: 1

Celje: 2019-2020